# Oglądactwo
Oglądactwo, voyeuryzm, voyeryzm, voyeurism, wojeryzm, skopofilia, skoptofilia – zaburzenie zachowania z grupy zaburzeń preferencji seksualnych charakteryzujące się skłonnością do oglądania innych ludzi podczas zachowań seksualnych.

## Klasyfikacja
Oglądactwo uwzględnione zostało w 10 rewizji Międzynarodowej Statystycznej Klasyfikacji Chorób i Problemów Zdrowotnych. Znajduje się ono w Rozdziale V obejmującym zaburzenia psychiczne i zaburzenia zachowania, związanych z kodem F. W jego obrębie oglądactwo zalicza się do zaburzeń osobowości i zachowania dorosłych (F60-F69), a dokładniej umieszcza się je wśród zaburzeń preferencji seksualnych (F65). Oglądactwo kodowane jest jako F65.3.
Zgodnie z klasyfikacją ICD-10 do rozpoznania oglądactwa wymagane jest spełnienie następujących kryteriów:

A. Spełnione ogólne kryteria zaburzeń preferencji seksualnych (F65).
B. Powtarzająca się lub stała skłonność do oglądania ludzi w zachowaniach seksualnych lub intymnych (rozbieranie się), związana z pobudzeniem seksualnym i masturbacją.
C. Brak zamiaru ujawniania swej obecności.
D. Brak zamiaru kontaktu seksualnego z obserwowaną osobą.

Natomiast uwzględnione w punkcie A ogólne kryteria zaburzeń preferencji seksualnych ICD określa następująco:

G1. Osoba doświadcza powtarzającego się, nasilonego popędu i wyobrażeń seksualnych dotyczących niezwykłych przedmiotów lub działań.
G2. Osoba zarówno realizuje ten popęd, jak i odczuwa z tego powodu wyraźne cierpienie.
G3. Preferencja występuje od co najmniej 6 miesięcy.

## Epidemiologia
Zaburzenie to dotyka najczęściej mężczyzn heteroseksualnych, zazwyczaj o ograniczonej aktywności seksualnej.

## Obraz kliniczny
Oglądactwo polega na obserwowaniu innych osób, które zazwyczaj nie są świadome tego, że ktoś się im przygląda. Często są to osoby dla podglądającego obce. Osoby takie podglądane są, gdy się rozbierają, gdy są nagie, a nawet, gdy zajęte są aktywnością seksualną. Niekiedy jednak dotyczy tylko rozbierających się czy też już nieodzianych kobiet.
Osoba podglądająca osiąga dzięki temu podniecenie seksualne. Często fantazjuje, jakoby ona sama miewała zbliżenia natury seksualnej z osobami, które podglądała. Może ona osiągać orgazm podczas oglądania podglądanych czy podczas przypominania sobie tego, podczas masturbacji. Zdarza się, że zachowanie takie stanowi jedyną formę aktywności seksualnej dotkniętej oglądactwem osoby.
Epizody takiego zachowania nawracają, występuje trwała tendencja do takiego zachowania się.

## Przebieg
Oglądactwo cechuje się przewlekłym przebiegiem. Zaczyna się najczęściej jeszcze przed wiekiem 15 lat. U adolescentów występuje dość często, a głównym motywem podejmowania takich zachowań jest ciekawość. Większość osób, u których pojawił się epizod oglądactwa, z upływem czasu rozwija normalną aktywność seksualną, przestając podglądać innych.
Oglądactwo nie przemija najczęściej u mężczyzn cechujących się wstydliwością, przejawiających trudności w rozwiązywaniu problemów w relacjach z płcią przeciwną bądź też z różnych względów niepodejmujących aktywności seksualnej uznawanej za normalną. Może tu chodzić choćby o względy religijne. Inaczej sytuację tę tłumaczy behawioryzm, zgodnie z którym u osób tych dochodzi do skojarzenia sytuacji oglądania z pobudzeniem seksualnym.

## Leczenie
Terapia oglądactwa obejmuje psychoanalizę i psychoterapię behawioralną. Nie istnieją jednak wiarygodne badania oceniające wyniki stosowania tych metod leczniczych.